# DO-248B
DO-248B는 RTCA에 의해 발표된 소프트웨어 개발 표준이다. 이는 DO-178B에서 정의한 지침에 대한 명확한 설명을 위해 만들어졌다. 이문서를 통해 다음 목적 중 하나 또는 모두를 성취할 수 있다.
- DO-178B 내용 중 오류에 대한 교정
- DO-178B의 특정 섹션에 대한 명확한 설명
- DO-178B와 다른 관련 민간 항공기 표준과의 불일치 문제에 대한 해결

## 개략적인 내용
DO-248B는 다음과 같은 내용을 포함하고 있다.
- DO-178B의 12개  표기 오류(errata) 적시
- 76개의 빈번한 질문에 대한 답변(FAQ)
- 15개의 논의를 정리한 글들
  - 검증 도구(Verification Tool) 선택을 위한 고려사항
  - DO-178B/ED-12B와 Code of Federal Regulations(CFRs)/Joint Aviation Requirements(JARs) 와의 관련성
  - DO-178A/ED-12A와 DO-178B/ED-12B의 차이점 (Structural Coverage 조건 만족 관련)
  - 서비스 이력(Service History)의 사용 -- DO-178B/ED-12B, 섹션 12.3.5a~k 에 대한 보충설명
  - Application of Potential Alternative Methods Compliance for Previously Developed Software (PDS)
  - Transition Criteria
  - 자주 사용되는 검증(verification) 관련 용어에 대한 정의
  - Structural Coverage와 Safety Objectives
  - 인증에 관련된 잘 알려진 소프트웨어 문제들
  - Considerations Addressed When Deciding to Use Previously Developed Software (PDS)
  - 서비스 이력(service history)을 이용한 툴 퀄리피케이션(Qualification of a Tool)
  - 오브젝트 코드에서 소스코드로의 추적성 입증 관련 이슈들
  - Statement Coverage, Decision Coverage, and Modified Condition/Decision Coverage (MC/DC)의 정의
  - DO-178B/ED-12B의 파티셔닝(partitioning) 관련 논의
  - 재 테스팅(Regression Testing)과 하드웨어 변경 사이의 관계

## 같이 보기
- DO-178B